# Eurovision Song Contest 2000
Il quarantacinquesimo Eurovision Song Contest si tenne a Stoccolma (Svezia) il 13 maggio 2000 alla Ericsson Globen Arena.

## Storia
Il concorso del 2000 si tenne a Stoccolma nel prestigioso Ericsson Globen Arena davanti a un pubblico di 13000 spettatori. La Lettonia fece il suo debutto con un terzo posto. Quest'anno il concorso introdusse due grandi novità. Per prima cosa venne realizzato e commercializzato un CD compilation con tutte le canzoni. In seconda battuta la Microsoft mandò in onda il “Gran Premio dell'Eurovisione” in diretta su Internet.
Questa edizione fu vinta dai fratelli Olsen, in rappresentanza della Danimarca, con il brano Fly on the Wings of Love. I sondaggi effettuati via internet davano per vincenti il Regno Unito e i Paesi Bassi, che però si piazzarono rispettivamente al sedicesimo e al tredicesimo posto; i due vincitori, invece, a giudizio dei sondaggi, erano dati tra gli sfavoriti. Sebbene l'Italia non sia presente due Nazioni scelgono di cantare in tale lingua: la Svizzera si presenta con Jane Bogaert che interpreta La vita cos'è? (a farle da corista d'eccezione troviamo Al Bano); Cipro, con il gruppo Voice, porta un brano metà in greco e metà in italiano dal titolo Nomiza.

## Stati partecipanti
Paesi partecipanti
     Paesi che hanno partecipato in passato ma non hanno partecipato nel 2000

Paesi partecipanti
Paesi che hanno partecipato in passato ma non hanno partecipato nel 2000

In questa edizione nasce il gruppo dei Big Four: Germania, Francia, Regno Unito e Spagna, in qualità di maggiori contributori EUR, avranno sempre garantita la partecipazione alla finale.
| Stato                  | Artista                   | Brano                            | Lingua            | Processo di selezione                                                     |
| ---------------------- | ------------------------- | -------------------------------- | ----------------- | ------------------------------------------------------------------------- |
| Austria                | The Rounder Girls         | All to You                       | Inglese           | Interno                                                                   |
| Belgio                 | Nathalie Sorce            | Envie de vivre                   | Francese          | Finale Nationale Concours Eurovision de la Chanson 2000, 18 febbraio 2000 |
| Cipro                  | Voice                     | Nomiza                           | Greco, italiano   | Finale nazionale, 16 febbraio 2000                                        |
| Croazia                | Goran Karan               | Kad zaspu anđeli                 | Croato            | Dora 2000, 19 febbraio 2000                                               |
| Danimarca              | Olsen Brothers            | Fly on the Wings of Love         | Inglese           | Dansk Melodi Grand Prix 2000, 19 febbraio 2000                            |
| Estonia                | Ines                      | Once in a Lifetime               | Inglese           | Eurolaul 2000, 5 febbraio 2000                                            |
| Finlandia              | Nina Åström               | A Little Bit                     | Inglese           | Euroviisukarsinta 2000, 12 febbraio 2000                                  |
| Francia                | Sofia Mestari             | On aura le ciel                  | Francese          | Finale nazionale, 15 febbraio 2000                                        |
| Germania               | Stefan Raab               | Wadde hadde dudde da?            | Tedesco, inglese  | Countdown Grand Prix 2000, 18 febbraio 2000                               |
| Irlanda                | Eamonn Toal               | Millennium of Love               | Inglese           | Eurosong 2000, 20 febbraio 2000                                           |
| Islanda                | August & Telma            | Tell Me!                         | Inglese           | Söngvakeppni Sjónvarpsins 2000, 26 febbraio 2000                          |
| Israele                | PingPong                  | Sameach                          | Inglese           | Interno                                                                   |
| Lettonia               | Brainstorm                | My Star                          | Inglese           | Eirodziesma 2000, 26 febbraio 2000                                        |
| Macedonia              | XXL                       | 100% te ljubam                   | Inglese, macedone | Skopje Fest 2000, 19 febbraio 2000                                        |
| Malta                  | Claudette Pace            | Desire                           | Inglese, maltese  | Malta Song for Europe 2000                                                |
| Norvegia               | Charmed                   | My Heart Goes Boom               | Inglese           | Melodi Grand Prix 2000, 4 marzo 2000                                      |
| Paesi Bassi            | Linda Wagenmakers         | No Goodbyes                      | Inglese           | Nationaal Songfestival 2000, 27 febbraio 2000                             |
| Regno Unito            | Nicki French              | Don't Play That Song Again       | Inglese           | A Song For Europe 2000, 20 febbraio 2000                                  |
| Romania                | Taxi                      | The Moon                         | Inglese           | Selecția Națională 2000                                                   |
| Russia                 | Alsou                     | Solo                             | Inglese           | Interno                                                                   |
| Spagna                 | Serafín Zubiri            | Colgado de un sueño              | Spagnolo          | Eurocanción 2000, 8 febbraio 2000                                         |
| Svezia (organizzatore) | Roger Pontare             | When Spirits Are Calling My Name | Inglese           | Melodifestivalen 2000, 10 marzo 2000                                      |
| Svizzera               | Jane Bogaert              | La vita cos'è?                   | Italiano          | Concours Eurovision 2000, 29 gennaio 2000                                 |
| Turchia                | Pınar Ayhan & Grup S.O.S. | Yorgunum anla                    | Turco, inglese    | Finale nazionale, 18 febbraio 2000                                        |

## Struttura di voto
Ogni paese premia con dodici, dieci, otto e dal sette all'uno punti le proprie dieci canzoni preferite.

## Orchestra
Gli artisti cantano su basi musicali.

## Classifica
| N° | Stato       | Cantante                 | Canzone                          | Punti | Posizione |
| -- | ----------- | ------------------------ | -------------------------------- | ----- | --------- |
| 01 | Israele     | PingPong                 | Same'ach                         | 7     | 22        |
| 02 | Paesi Bassi | Linda Wagenmakers        | No Goodbyes                      | 40    | 13        |
| 03 | Regno Unito | Nicki French             | Don't Play That Song Again       | 28    | 16        |
| 04 | Estonia     | Ines                     | Once in a Lifetime               | 98    | 4         |
| 05 | Francia     | Sofia Mestari            | On aura le ciel                  | 5     | 23        |
| 06 | Romania     | Taxi                     | The Moon                         | 25    | 17        |
| 07 | Malta       | Claudette Pace           | Desire                           | 73    | 8         |
| 08 | Norvegia    | Charmed                  | My Heart Goes Boom               | 57    | 11        |
| 09 | Russia      | Alsou                    | Solo                             | 155   | 2         |
| 10 | Belgio      | Nathalie Sorce           | Envie de vivre                   | 2     | 24        |
| 11 | Cipro       | Voice                    | Nomiza                           | 8     | 21        |
| 12 | Islanda     | August & Telma           | Tell Me                          | 45    | 12        |
| 13 | Spagna      | Serafin Zubiri           | Colgado de un sueño              | 18    | 18        |
| 14 | Danimarca   | Olsen Brothers           | Fly on the Wings of Love         | 195   | 1         |
| 15 | Germania    | Stefan Raab              | Wadde hadde dudde da?            | 96    | 5         |
| 16 | Svizzera    | Jane Bogaert             | La vita cos'è                    | 14    | 20        |
| 17 | Croazia     | Goran Karan              | Kad zaspu anđeli                 | 70    | 9         |
| 18 | Svezia      | Roger Pontare            | When Spirits Are Calling My Name | 88    | 7         |
| 19 | Macedonia   | XXL                      | 100% te ljubam                   | 29    | 15        |
| 20 | Finlandia   | Nina Åström              | A Little Bit                     | 18    | 18        |
| 21 | Lettonia    | Brainstorm               | My Star                          | 136   | 3         |
| 22 | Turchia     | Pınar Ayhan & the S.O.S. | Yorgunum anla                    | 59    | 10        |
| 23 | Irlanda     | Eamonn Toal              | Millennium of Love               | 92    | 6         |
| 24 | Austria     | The Rounder Girls        | All to You                       | 34    | 14        |

12 punti
| N. | A         | Da                                                                         |
| -- | --------- | -------------------------------------------------------------------------- |
| 8  | Danimarca | Germania, Irlanda, Islanda, Israele, Lettonia, Regno Unito, Russia, Svezia |
| 4  | Lettonia  | Belgio, Estonia, Finlandia, Norvegia                                       |
| 4  | Russia    | Cipro, Croazia, Malta, Romania                                             |
| 3  | Germania  | Austria, Spagna, Svizzera                                                  |
| 2  | Turchia   | Francia, Paesi Bassi                                                       |
| 1  | Islanda   | Danimarca                                                                  |
| 1  | Romania   | Macedonia                                                                  |
| 1  | Svezia    | Turchia                                                                    |

## Sistema di relegazione (1996-2000)
I dodici Paesi con la media punti più alta tra il 1996 e il 2000 partecipano all'Eurovision Song Contest 2001, oltre al Paese ospitante (la Danimarca) e ai Big Four.
| Posizione | Nazione     | Media dei punti |
| --------- | ----------- | --------------- |
| -         | Danimarca   | 97              |
| -         | Regno Unito | 107,2           |
| -         | Germania    | 86              |
| -         | Spagna      | 30,6            |
| -         | Francia     | 27              |
| 1         | Lettonia    | 136             |
| 2         | Irlanda     | 98,6            |
| 3         | Russia      | 94              |
| 4         | Israele     | 90,67           |
| 5         | Svezia      | 88              |
| 6         | Malta       | 80,8            |
| 7         | Croazia     | 80,4            |

| Posizione | Nazione     | Media dei punti |
| --------- | ----------- | --------------- |
| 8         | Estonia     | 80              |
| 9         | Paesi Bassi | 68,8            |
| 10        | Islanda     | 65              |
| 11        | Norvegia    | 57              |
| 12        | Turchia     | 56,6            |
| 13        | Belgio      | 46              |
| 14        | Austria     | 44,75           |
| 15        | Cipro       | 43,4            |
| 16        | Macedonia   | 22,5            |
| 17        | Finlandia   | 16,33           |
| 18        | Romania     | 15,5            |
| 19        | Svizzera    | 10,25           |

## Incidenti
Lo stesso giorno della finale, ad Amsterdam andò a fuoco una fabbrica di fuochi d'artificio che causò la morte di 23 persone. La trasmissione dell'evento fu interrotta e trasmessa successivamente in differita. Il televoto fu annullato per tenere le linee libere, e i voti olandesi vennero dati da una giuria di riserva.